# Можаївка (Курська область)
Можаївка (рос. Можаевка) — присілок в Золотухинському районі Курської області Російської Федерації.
Населення становить 17 осіб. Входить до складу муніципального утворення Онуфрієвська сільрада.

## Історія
Населений пункт розташований на території українського етнічного та культурного краю Східна Слобожанщина.
Від 2004 року входить до складу муніципального утворення Онуфрієвська сільрада.

## Населення
| 2002 | 2010 |
| ---- | ---- |
| 27   | ↘17  |